# Morgan Gautrat
Morgan Paige Brian Gautrat (St. Simons, Georgia, 26 de febrero de 1993) es una futbolista internacional estadounidense. Juega como centrocampista y su equipo actual es el Chicago Red Stars de la National Women's Soccer League (NWSL) de Estados Unidos. Con la Selección de Estados Unidos ha ganado la Copa Mundial Femenina de Fútbol en 2015 y 2019.

## Trayectoria

### Universitaria

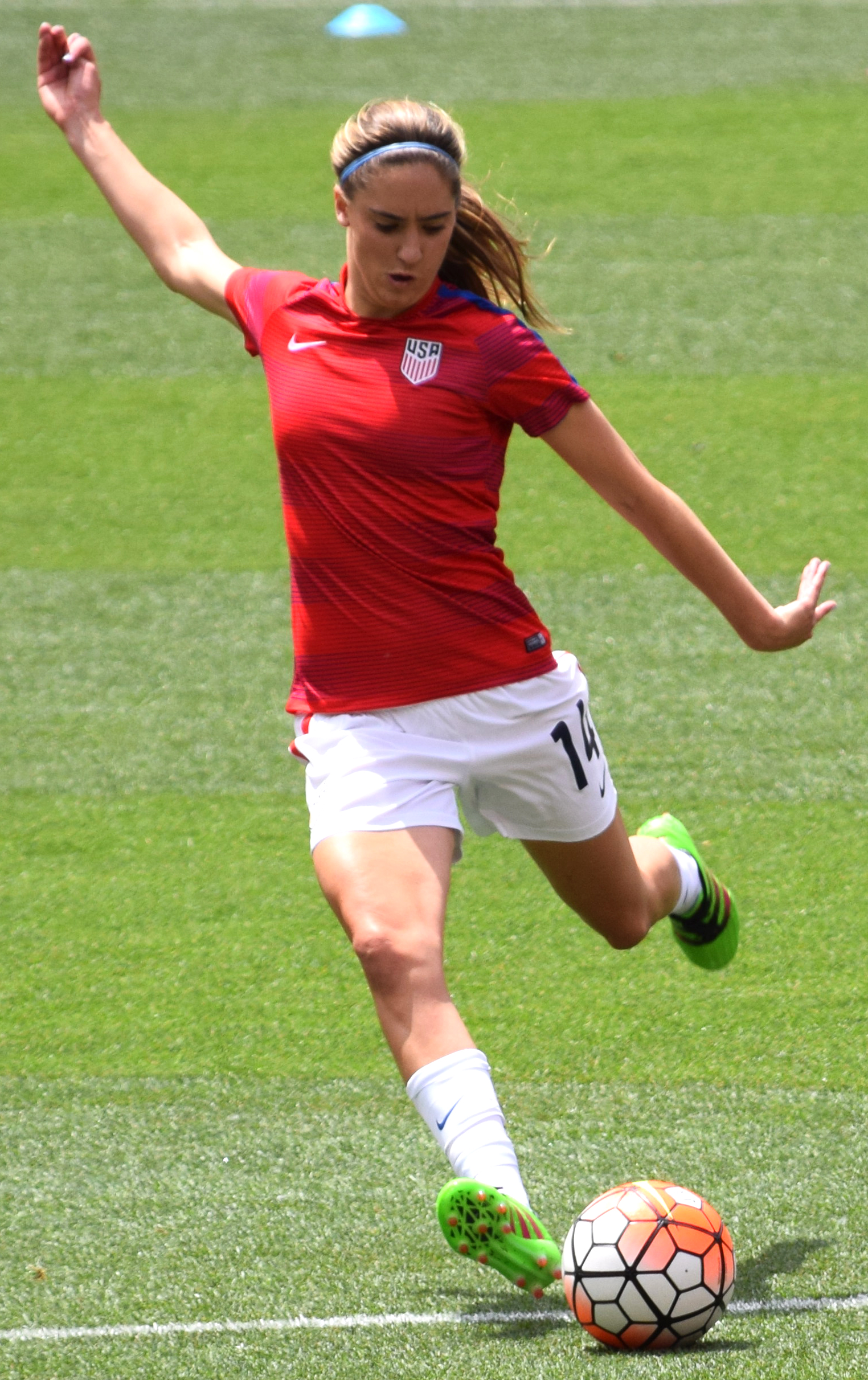
Morgan Brian con la Selección de EE. UU..

Morgan Brian jugó al fútbol universitario con los Cavaliers de la Universidad de Virginia de 2011 a 2014. En sus cuatro años con los Cavaliers, marcó 41 goles y registró 43 asistencias, terminando su carrera universitaria en el segundo lugar en puntos de carrera, segundo en asistencias de carrera y quinto en objetivos profesionales. Brian ganó el Trofeo MAC Hermann tanto en 2013 como en 2014, convirtiéndose en la cuarta jugadora femenina en ganar el premio en años consecutivos.

### Profesional
Después de su carrera universitaria, Brian fue seleccionada en primer lugar por el Houston Dash en el draft universitario de la NWSL de 2015. En 2017 fichó por los Chicago Red Stars, desde el que pasó en 2018 al Olympique de Lyon de la Liga francesa, equipo que consiguió ganar el título de liga y la Liga de campeones, aunque Brian apenas fue partícipe de esos logros debido a una lesión y apenas jugó con el equipo. Al finalizar esa temporada, volvería a los Chicago Red Stars.

### Internacional
A nivel de selecciones, Brian ayudó a Estados Unidos a ganar sus títulos en la Copa Mundial Femenina de la FIFA 2015 y 2019. Apareció por primera vez con la selección nacional de Estados Unidos durante un amistoso contra la República de Corea el 15 de junio de 2013. Desde entonces, ha hecho 87 apariciones en total para el equipo y marcó 8 goles. A los 22 años, era la integrante más joven del equipo en la Copa del Mundo de 2015.

## Clubes
| Club              | País           | Año         |
| ----------------- | -------------- | ----------- |
| Houston Dash      | Estados Unidos | 2015 - 2017 |
| Chicago Red Stars | Estados Unidos | 2017        |
| Olympique de Lyon | Francia        | 2018        |
| Chicago Red Stars | Estados Unidos | 2018 -      |

## Palmarés

### Campeonatos internacionales
| Título                        | Equipo                      | Sede           | Año  |
| ----------------------------- | --------------------------- | -------------- | ---- |
| Campeonato Sub-20 de Concacaf | Selección de Estados Unidos | Panamá         | 2012 |
| Mundial de Fútbol Sub-20      | Selección de Estados Unidos | Japón          | 2012 |
| Premundial de Concacaf        | Selección de Estados Unidos | Estados Unidos | 2014 |
| Copa Mundial de Fútbol        | Selección de Estados Unidos | Canadá         | 2015 |
| Copa de Algarve               | Selección de Estados Unidos | Portugal       | 2015 |
| Preolímpico de Concacaf       | Selección de Estados Unidos | Estados Unidos | 2016 |
| SheBelieves Cup               | Selección de Estados Unidos | Estados Unidos | 2016 |
| SheBelieves Cup               | Selección de Estados Unidos | Estados Unidos | 2018 |
| Copa Mundial de Fútbol        | Selección de Estados Unidos | Francia        | 2019 |

### Distinciones individuales
| Distinción                                          | Año  |
| --------------------------------------------------- | ---- |
| Futbolista Femenina Joven del año en Estados Unidos | 2014 |